# Heliophanus
Heliophanus is een geslacht van spinnen uit de familie springspinnen (Salticidae).

## Soorten
De volgende soorten zijn bij het geslacht ingedeeld:
- Heliophanus abditus Wesolowska, 1986
- Heliophanus aberdarensis Wesolowska, 1986
- Heliophanus activus (Blackwall, 1877)
- Heliophanus acutissimus Wesolowska, 1986
- Heliophanus aeneus (Hahn, 1832)
- Heliophanus aethiopicus Wesolowska, 2003
- Heliophanus africanus Wesolowska, 1986
- Heliophanus agricola Wesolowska, 1986
- Heliophanus agricoloides Wunderlich, 1987
- Heliophanus alienus Wesolowska, 1986
- Heliophanus anymphos Wesolowska, 2003
- Heliophanus apiatus Simon, 1868
- Heliophanus auratus C. L. Koch, 1835
  - Heliophanus auratus mediocinctus Kulczyński, 1898
- Heliophanus aviculus Berland & Millot, 1941
- Heliophanus baicalensis Kulczyński, 1895
- Heliophanus bellus Wesolowska, 1986
- Heliophanus berlandi Lawrence, 1937
- Heliophanus bisulcus Wesolowska, 1986
- Heliophanus bolensis Wesolowska, 2003
- Heliophanus brevis Wesolowska, 2003
- Heliophanus butemboensis Wesolowska, 1986
- Heliophanus camtschadalicus Kulczyński, 1885
- Heliophanus canariensis Wesolowska, 1986
- Heliophanus capensis Wesolowska, 1986
- Heliophanus capicola Simon, 1901
- Heliophanus cassinicola Simon, 1910
- Heliophanus charlesi Wesolowska, 2003
- Heliophanus chikangawanus Wesolowska, 1986
- Heliophanus chovdensis Prószyński, 1982
- Heliophanus claviger Simon, 1901
- Heliophanus congolensis Giltay, 1935
- Heliophanus conspicuus Wesolowska, 1986
- Heliophanus creticus Giltay, 1932
- Heliophanus crudeni Lessert, 1925
- Heliophanus cupreus (Walckenaer, 1802)
  - Heliophanus cupreus cuprescens (Simon, 1868)
  - Heliophanus cupreus globifer (Simon, 1868)
- Heliophanus curvidens (O. P.-Cambridge, 1872)
- Heliophanus cuspidatus Xiao, 2000
- Heliophanus dampfi Schenkel, 1923
- Heliophanus deamatus Peckham & Peckham, 1903
- Heliophanus debilis Simon, 1901
- Heliophanus decempunctatus (Caporiacco, 1941)
- Heliophanus decoratus L. Koch, 1875
- Heliophanus deformis Wesolowska, 1986
- Heliophanus demonstrativus Wesolowska, 1986
- Heliophanus deserticola Simon, 1901
- Heliophanus difficilis Wesolowska, 1986
- Heliophanus dubius C. L. Koch, 1835
- Heliophanus dunini Rakov & Logunov, 1997
- Heliophanus dux Wesolowska & van Harten, 1994
- Heliophanus eccentricus Ledoux, 2007
- Heliophanus edentulus Simon, 1871
- Heliophanus encifer Simon, 1871
- Heliophanus equester L. Koch, 1867
- Heliophanus erythropleurus Kulczyński, 1901
- Heliophanus eucharis Simon, 1887
- Heliophanus falcatus Wesolowska, 1986
- Heliophanus fascinatus Wesolowska, 1986
- Heliophanus feltoni Logunov, 2009
- Heliophanus flavipes (Hahn, 1832)
- Heliophanus forcipifer Kulczyński, 1895
- Heliophanus fuerteventurae Schmidt & Krause, 1996
- Heliophanus giltayi Lessert, 1933
- Heliophanus gladiator Wesolowska, 1986
- Heliophanus glaucus Bösenberg & Lenz, 1895
- Heliophanus gloriosus Wesolowska, 1986
- Heliophanus hamifer Simon, 1886
- Heliophanus harpago Simon, 1910
- Heliophanus hastatus Wesolowska, 1986
- Heliophanus heurtaultae Rollard & Wesolowska, 2002
- Heliophanus horrifer Wesolowska, 1986
- Heliophanus ibericus Wesolowska, 1986
- Heliophanus imerinensis Simon, 1901
- Heliophanus imperator Wesolowska, 1986
- Heliophanus improcerus Wesolowska, 1986
- Heliophanus innominatus Wesolowska, 1986
- Heliophanus insperatus Wesolowska, 1986
- Heliophanus iranus Wesolowska, 1986
- Heliophanus jacksoni Wesolowska, 2011
- Heliophanus japonicus Kishida, 1910
- Heliophanus kankanensis Berland & Millot, 1941
- Heliophanus kenyaensis Wesolowska, 1986
- Heliophanus kilimanjaroensis Wesolowska, 1986
- Heliophanus kochii Simon, 1868
- Heliophanus koktas Logunov, 1992
- Heliophanus konradthaleri Logunov, 2009
- Heliophanus kovacsi Wesolowska, 2003
- Heliophanus lawrencei Wesolowska, 1986
- Heliophanus lesserti Wesolowska, 1986
- Heliophanus leucopes Wesolowska, 2003
- Heliophanus lineiventris Simon, 1868
- Heliophanus macentensis Berland & Millot, 1941
- Heliophanus machaerodus Simon, 1909
- Heliophanus maculatus Karsch, 1878
- Heliophanus malus Wesolowska, 1986
- Heliophanus maralal Wesolowska, 2003
- Heliophanus marshalli Peckham & Peckham, 1903
- Heliophanus mauricianus Simon, 1901
- Heliophanus megae Wesolowska, 2003
- Heliophanus melinus L. Koch, 1867
- Heliophanus menemeriformis Strand, 1907
- Heliophanus minutissimus (Caporiacco, 1941)
- Heliophanus mirabilis Wesolowska, 1986
- Heliophanus modicus Peckham & Peckham, 1903
- Heliophanus montanus Wesolowska, 2006
- Heliophanus mordax (O. P.-Cambridge, 1872)
- Heliophanus mucronatus Simon, 1901
- Heliophanus nanus Wesolowska, 2003
- Heliophanus nobilis Wesolowska, 1986
- Heliophanus ochrichelis Strand, 1907
- Heliophanus orchesta Simon, 1886
- Heliophanus orchestioides Lessert, 1925
- Heliophanus papyri Wesolowska, 2003
- Heliophanus parvus Wesolowska & van Harten, 1994
- Heliophanus patagiatus Thorell, 1875
  - Heliophanus patagiatus albolineatus Kulczyński, 1901
- Heliophanus patellaris Simon, 1901
- Heliophanus paulus Wesolowska, 1986
- Heliophanus pauper Wesolowska, 1986
- Heliophanus peckhami Simon, 1902
- Heliophanus pistaciae Wesolowska, 2003
- Heliophanus portentosus Wesolowska, 1986
- Heliophanus potanini Schenkel, 1963
- Heliophanus pratti Peckham & Peckham, 1903
- Heliophanus proszynskii Wesolowska, 2003
- Heliophanus pygmaeus Wesolowska & Russell-Smith, 2000
- Heliophanus ramosus Wesolowska, 1986
- Heliophanus redimitus Simon, 1910
- Heliophanus robustus Berland & Millot, 1941
- Heliophanus rufithorax Simon, 1868
- Heliophanus rutrosus Wesolowska, 2003
- Heliophanus saudis Prószyński, 1989
- Heliophanus semirasus Lawrence, 1928
- Heliophanus similior Ledoux, 2007
- Heliophanus simplex Simon, 1868
- Heliophanus sororius Wesolowska, 2003
- Heliophanus splendidus Wesolowska, 2003
- Heliophanus stylifer Simon, 1878
- Heliophanus tenuitas Wesolowska, 2011
- Heliophanus termitophagus Wesolowska & Haddad, 2002
- Heliophanus thaleri Wesolowska, 2009
- Heliophanus transvaalicus Simon, 1901
- Heliophanus trepidus Simon, 1910
- Heliophanus tribulosus Simon, 1868
- Heliophanus tristis Wesolowska, 2003
- Heliophanus turanicus Charitonov, 1969
- Heliophanus undecimmaculatus Caporiacco, 1941
- Heliophanus ussuricus Kulczyński, 1895
- Heliophanus uvirensis Wesolowska, 1986
- Heliophanus validus Wesolowska, 1986
- Heliophanus variabilis (Vinson, 1863)
- Heliophanus verus Wesolowska, 1986
- Heliophanus villosus Wesolowska, 1986
- Heliophanus wesolowskae Rakov & Logunov, 1997
- Heliophanus wulingensis Peng & Xie, 1996
- Heliophanus xanthopes Wesolowska, 2003
- Heliophanus xerxesi Logunov, 2009